# هيربرت كوش
هيربرت كوش هو لاعب كرة قدم سويسري في مركز الدفاع، ولد في 1969. لعب مع نادي فادوتس.